# Montpelier, Vermont

Montpelier är huvudstad i delstaten Vermont i USA, med 8 035 invånare år 2000 och 7 855 invånare 2010. Montpelier är dessutom administrativ huvudort i Washington County. Det är den minst befolkade delstatshuvudstaden i USA och ligger utefter Winooskifloden i Vermontdalen.
Staden utsågs till Vermonts delstatshuvudstad 1805, och namngavs efter Montpellier i Frankrike.
Montpelier är även känt för att vara den enda huvudstaden i någon av USA:s delstater som saknar McDonald's.

## Kända personer från Montpelier
- George Dewey, amiral
- Patrick Leahy, politiker
- John Mellen Thurston, politiker

### Fotnoter
1. ↑  ”Montpelier city, Vermont” (på engelska). American Factfinder. 12 mars 2000. Arkiverad från originalet den 21 juli 2011. https://web.archive.org/web/20110721034521/http://factfinder2.census.gov/faces/tableservices/jsf/pages/productview.xhtml?pid=DEC_10_PL_GCTPL2.ST13&prodType=table. Läst 9 september 2017.
2. ↑  ”Montpelier city, Vermont” (på engelska). American Factfinder. 12 mars 2010. Arkiverad från originalet den 16 mars 2017. https://web.archive.org/web/20170316101545/https://factfinder.census.gov/faces/nav/jsf/pages/community_facts.xhtml. Läst 9 september 2017.
3. ↑  ”Washington County” (på engelska). Virtual Vermont. Arkiverad från originalet den 13 juli 2017. https://web.archive.org/web/20170713020504/http://www.virtualvermont.com/towns/montpelier.html. Läst 9 september 2017.
4. ↑  https://www.businessinsider.com/montpelier-doesnt-have-a-mcdonalds-2017-12?r=US&IR=T